# Grote biesvaren
De grote biesvaren (Isoetes lacustris) is een meerjarige rozetplant die behoort tot de biesvarenfamilie (Isoetaceae). De plant komt voor in Noord- en Midden-Europa en in Zuidoost-Canada.
De grote biesvaren staat op de Nederlandse Rode lijst van planten als zeer zeldzaam en sterk in aantal afnemend. De plant groeit op zandbodems van voedselarme ondiepe heidevennen (vaak in dieper en voedselrijker water dan de kleine biesvaren).

## Kenmerken
De plant wordt 6 tot 20 centimeter hoog en groeit in aaneengesloten vegetaties. De bladschijf is doorschijnend donkergroen, breder en steviger dan de kleine biesvaren. Van juli tot september worden sporen gevormd. De macrosporen van de plant zijn grijsachtig en glad.